# Kanton Mirebeau-sur-Bèze
Der Kanton Mirebeau-sur-Bèze war bis 2015 ein französischer Wahlkreis im Arrondissement Dijon, im Département Côte-d’Or und in der Region Burgund; sein Hauptort war Mirebeau-sur-Bèze.
Der 21 Gemeinden umfassende Kanton war 240,57 km² groß und hatte 7543 Einwohner (Stand: 1999).

## Gemeinden
| Gemeinde                | Einwohner | Code postal | Code Insee |
| ----------------------- | --------- | ----------- | ---------- |
| Arceau                  | 569       | 21310       | 21016      |
| Beaumont-sur-Vingeanne  | 163       | 21310       | 21053      |
| Beire-le-Châtel         | 620       | 21310       | 21056      |
| Belleneuve              | 1.398     | 21310       | 21060      |
| Bèze                    | 632       | 21310       | 21071      |
| Bézouotte               | 214       | 21310       | 21072      |
| Blagny-sur-Vingeanne    | 109       | 21310       | 21079      |
| Champagne-sur-Vingeanne | 247       | 21310       | 21135      |
| Charmes                 | 108       | 21310       | 21146      |
| Cheuge                  | 115       | 21310       | 21167      |
| Cuiserey                | 85        | 21310       | 21215      |
| Jancigny                | 100       | 21310       | 21323      |
| Magny-Saint-Médard      | 224       | 21310       | 21369      |
| Mirebeau-sur-Bèze       | 1.573     | 21310       | 21416      |
| Noiron-sur-Bèze         | 166       | 21310       | 21459      |
| Oisilly                 | 108       | 21310       | 21467      |
| Renève                  | 414       | 21310       | 21522      |
| Savolles                | 128       | 21310       | 21595      |
| Tanay                   | 232       | 21310       | 21619      |
| Trochères               | 136       | 21310       | 21644      |
| Viévigne                | 202       | 21310       | 21682      |